# Alvan Clark
Pour les articles homonymes, voir Clark.
Alvan Clark, né le 8 mars 1804 à Ashfield (Massachusetts, États-Unis) et mort le 19 août 1887 à Cambridge (Massachusetts) (Massachusetts), est un astronome et fabricant de télescopes américain.

## Biographie
Il naît à Ashfield dans le Massachusetts et travaille comme portraitiste et graveur. Ce n'est qu'à l'âge de 40 ans qu'il se tourne vers la fabrication de lunettes astronomiques.
Il utilise des verres de Chance Brothers (en) de Birmingham et Feil-Mantois de Paris. Son entreprise Alvan Clark & Sons (en) fabrique des lentilles de lunettes, les plus importantes du monde à cette époque, comme celle de 42 cm à l'observatoire Dearborn (en) (la lentille était à l'origine prévue pour l'université du Mississippi), de 67 cm à l'observatoire naval des États-Unis, de 77 cm à l'observatoire de Poulkovo (la lunette a été détruite pendant le siège de Léningrad, les lentilles ont pu être sauvées), de 92 cm à l'observatoire Lick, de 102 cm à l'observatoire Yerkes qui reste la plus grande lunette astronomique en fonctionnement (une lunette de 125 cm fut construite pour l'exposition universelle de 1900, mais elle avait un fonctionnement problématique).

## Hommage
Un cratère sur la Lune[Lequel ?] et l'astéroïde (27363) Alvanclark portent son nom.